# Шармбатон
Шармбато́н (англ. Beauxbatons, с фр. — «красивые волшебные палочки») — французская школа волшебства из вымышленного волшебного мира Гарри Поттера британской писательницы Джоан Роулинг.

## Описание
В четвёртой книге серии под названием «Гарри Поттер и Кубок огня», студенты Шармбатона приезжают в Хогвартс для участия в Турнире Трёх Волшебников. В книгах Шармбатон — это школа, находящаяся где-то на юге Франции, в которой учатся и мальчики, и девочки. В фильмах же Шармбатон описан как школа-интернат для девочек, оформленный в стиле барби — со скульптурами изо льда и хорами лесных нимф. Девушки-шармбатонки прилетают в карете, запряжённой крылатыми лошадями масти паломино.
Делегацию сопровождает директор школы, мадам Олимпия Максим, которая является наполовину великаншей, но красива, хорошо одета и грациозна, несмотря на свои размеры. Кроме неё, единственный выделяющийся персонаж из Шармбатона — Флёр Делакур, чемпионка школы на Турнире, красивая девушка с серебристо-белыми волосами. Она на четверть вейла — существо, выглядящее то как исключительно красивая девушка, то как гарпия, и обладающее способностью очаровывать мужчин.

## Учащиеся
В фильмах учащиеся Шармбатона описаны весьма стереотипно — красивые длинноволосые девушки, противопоставленные серьёзным и угрюмым парням из восточноевропейской школы Дурмстранг. При этом они обладают приятными манерами и в целом положительны, тогда как неприятная внешность дурмстрангцев подразумевает их бесчестность. Аналогично, карета Шармбатона хорошо освещена и приятна, в то время как корабль, на котором прибывают учащиеся Дурмстранга — мрачен и вызывает опасения.
Тем не менее, французские студентки высокомерны, слишком окультурены и излишне беспокоятся о своей внешности; в отличие от дурмстрангцев, они не впечатлены Хогвартсом. Они говорят по-английски с заметным и несколько пародийным французским акцентом. Ж.-Ф. Менар, переводчик серии на французский, передал этот акцент у мадам Максим как высокомерную и очень правильную речь, а у Флёр — как недоверчивый тон голоса, «поскольку нельзя говорить на французском языке с французским же акцентом».

## Анализ
Соревнование между Шармбатоном, Дурмстрангом и Хогвартсом отражает ностальгию по временам, когда английские конфликты были простыми и понятными. Если противопоставление Хогвартса и Дурмстранга — это аллюзия на борьбу запада со злом с востока Европы, описанную в готических романах XIX века, то в случае Шармбатона и Хогвартса это противостояние разумной и благопристойной Великобритании с распущенной и упадочной Францией. Вывод на первый план устаревших конфликтов позволяет Джоан Роулинг подавить их, сделать неактуальными для современного читателя.
В целом учащиеся Шармбатона, наряду с дурмстрангцами, однородны, а не отличаются культурным разнообразием британской школы. В фильме «Гарри Поттер и Кубок огня» однородность Шармбатона была доведена до логического завершения введением там в противовес Хогвартсу обучения только девушек, хотя Роулинг старается проявлять гендерное равенство в своих книгах.